# Coupe CERS 2016-2017
Navigation
Édition précédente Édition suivante
La Coupe CERS 2016-2017 est la 37e édition d'une compétition de rink hockey organisée par le CERH, le Comité Européen de Rink-Hockey. Il s'agit de la seconde plus importante compétition européenne de rink hockey, derrière la ligue européenne. Elle regroupe les meilleurs clubs européens qui n'ont pas pu participer à cette autre compétition. Le club portugais OC Barcelos remporte le troisième titre de son histoire, devant le club hôte de la finale à quatre  Viareggio.

## Participants
Chaque fédération nationale affiliée au CERS peut inscrire au maximum 5 clubs dans la compétition. Cependant, le club champion national ne peut participer à la Coupe CERS, car il doit s'engager dans la Ligue Européenne.

## Déroulement
Un tour préliminaire est joué entre les équipes les moins bien classées au niveau européen.

Le tour préliminaire se joue en matchs aller et retour.

## Phase éliminatoire

### Tour préliminaire
28 équipes participent  au tour préliminaire en matchs aller et retour les 5 novembre et 26 novembre 2016.
| Équipe 1        | Score | Équipe 2            | Aller | Retour |
| --------------- | ----- | ------------------- | ----- | ------ |
| Genève RHC      | 11-12 | Hockey Sarzana      | 5-6   | 6-6    |
| RHC Wimmis      | 4-11  | RHC Dornbirn        | 2-4   | 2-7    |
| SK Herringen    | 5-7   | HC Turquel          | 2-3   | 3-4    |
| Soham RHC       | 1-15  | SCRA Saint-Omer     | 1-7   | 0-8    |
| RHC Wolfurt     | 6-17  | IGR Remscheid       | 2-9   | 4-8    |
| CE Noia         | 5-8   | Follonica Hockey    | 1-2   | 4-6    |
| RESG Walsum     | 7-5   | RSC Uttigen         | 3-2   | 4-3    |
| RSC Darmstadt   | 4-15  | Juventude de Viana  | 2-7   | 2-8    |
| Igualada HC     | 14-3  | RC Biasca           | 7-1   | 7-2    |
| GSH Trissino    | 14-4  | TuS Düsseldorf-Nord | 6-3   | 8-1    |
| King's Lynn RHC | 2-29  | SPRS Ploufragan     | 1-13  | 1-16   |
| Viareggio       | 8-5   | CE Vendrell         | 3-3   | 5-2    |
| US Coutras      | 6-8   | CH Caldes           | 0-1   | 6-7    |
| RHC Uri         | 8-11  | RHC Monza           | 1-4   | 7-7    |

### Huitième de finale
16 équipes participent aux huitièmes de finale qui se déroulent en match aller-retour, le 17 décembre 2016 et le 14 janvier 2017.
| Équipe 1                   | Score | Équipe 2                 | Aller | Retour |
| -------------------------- | ----- | ------------------------ | ----- | ------ |
| Hockey Sarzana(penalty3-2) | 7-7   | RHC Monza                | 6-4   | 1-3    |
| SCRA Saint-Omer            | 7-8   | GSH Trissino             | 4-3   | 3-5    |
| Igualada HC                | 17-4  | IGR Remscheid            | 11-1  | 6-3    |
| CH Caldes                  | 12-5  | RHC Wimmis               | 5-1   | 7-4    |
| Follonica Hockey           | 3-6   | OC Barcelos              | 1-3   | 2-3    |
| Viareggio                  | 11-5  | SPRS Ploufragan          | 7-4   | 4-1    |
| HC Turquel                 | 6-5   | RESG Walsum              | 4-0   | 2-5    |
| Juventude de Viana         | 5-5   | CP Vilafrancagolden goal | 3-1   | 2-4    |

### Quarts de finale
8 équipes participent aux quarts de finale qui se déroulent en match aller-retour, le 4 février et le 11 mars 2017.
| Équipe 1      | Score | Équipe 2       | Aller | Retour |
| ------------- | ----- | -------------- | ----- | ------ |
| CH Caldes     | 9-5   | GSH Trissino   | 4-3   | 5-2    |
| CP Vilafranca | 6-8   | OC Barcelos    | 3-2   | 3-6    |
| HC Turquel    | 4-5   | Hockey Sarzana | 2-2   | 2-3    |
| Viareggio     | 8-5   | Igualada HC    | 4-1   | 4-4    |

## Final Four
Un nouveau tirage est effectué pour désigner les demi-finales et la finale qui se jouent au cours d'un Final Four, à Viareggio, sur une seule rencontre à élimination directe.
|  | Demi-finales   | Demi-finales |               |   | Finale | Finale |
|  |                |              |               |   |        |        |
|  | 29 avril 2017  |              |               |   |        |        |
|  |                |              |               |   |        |        |
|  | Hockey Sarzana | 1            |               |   |        |        |
|  | Hockey Sarzana | 1            | 30 avril 2017 |   |        |        |
|  | OC Barcelos    | 3            |               |   |        |        |
|  | OC Barcelos    | 3            | Viareggio     | 2 |        |        |
|  | 29 avril 2017  |              | Viareggio     | 2 |        |        |
|  |                | OC Barcelos  | 4             |   |        |        |
|  | CH Caldes      | OC Barcelos  | 4             | 0 |        |        |
|  | CH Caldes      |              |               | 0 |        |        |
|  | Viareggio      | 2            |               |   |        |        |
|  | Viareggio      | 2            |               |   |        |        |

## Liens
- la Ligue européenne 2016-2017
- Le classement européen des clubs de Rinck Hockey